# Övningsfält

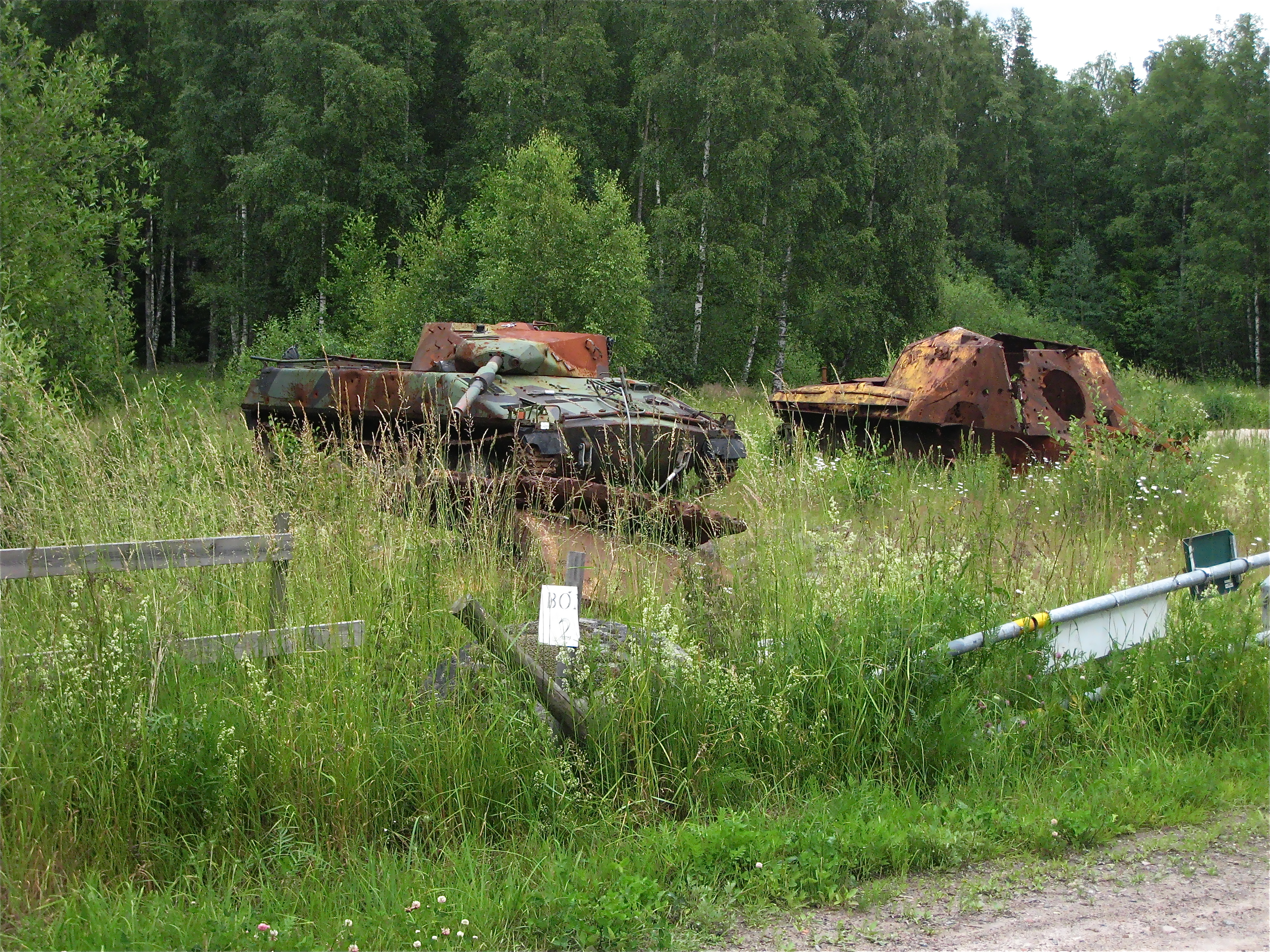
Utö skjutfält 2009

Ett övningsfält eller skjutfält är ett avlyst område där militära förband kan öva sin verksamhet och utan att allmänheten utsätts för fara. Vid ett övningsfält genomförs övningar utan skarp ammunition, vilket innebär att verksamheten inte är tillståndspliktig. Verksamheten kan bestå i fordonsutbildning eller diverse terrängträning (gruppering, orientering m m). Begränsad skjutverksamhet kan dock bedrivas med lös ammunition. Vid skjutfält, som är indelat i olika riskområden, övar förbanden med skarp ammunition och vid övningar avlyses området för allmänheten. Ett svenskt övningsfält/skjutfält klassas som ett skyddsobjekt vilket gör att allmänheten inte alltid har fullt tillträde.